# José María de San Millán
José María de San Millán fue un político español.

## Reseña biográfica
Jefe Político interino.
Del 12 de agosto de 1840 al 06 de septiembre de 1840 fue Presidente de la Diputación Provincial de Zaragoza.
El 6 de septiembre la Junta Superior de Gobierno le separó de su cargo.